# Dobrš (tvrz)
Dobrš je částečně dochovaná a složitě přestavovaná tvrz ve stejnojmenné vesnici v okrese Strakonice. Nachází se na jihozápadním okraji vesnice v nadmořské výšce 705 m. Od roku 1963 je chráněna jako kulturní památka.

## Historie
Za první písemnou zmínku o tvrzi je považován predikát Přibíka z Dobrše zvaného Kocík z roku 1377, jehož synové sloužili strakonickým johanitům. Během husitských válek byla tvrz těžce poškozena, ale znovu obnovena. Za Kryštofa Koce v první polovině 16. století k panství patřily hospodářský dvůr, pivovar a vesnice Dobrš, Radkovice, Němčice, Kváskovice a Zálezly. Kryštofův vnuk Václav Koc přistavil v roce 1597 ke gotické tvrzi renesanční zámek. Když v roce 1608 zemřel, rozdělili si jeho příbuzní dědictví na čtyři díly. Během dalšího století se majitelé různých dílů často střídali. V popisu tvrze z roku 1689 je uvedeno sídlo tvořené starou částí s příkopem a nový zámek krytý šindelem.
V roce 1692 získal sídlo od své matky Hubert Zikmund Althan, který nechal část budov strhnout a na jejich míst postavit barokní zámek, který však nedokončil. Dalším majitelem se stal Adam František ze Schwarzenbergu, který sídlo spolu s dalšími čtyřmi dvory a několika vesnicemi koupil v roce 1707. V zámku od té doby sídlili úředníci a zaměstnanci statku až do roku 1800, kdy byl zdejší hospodářský dvůr rozparcelován a v barokní části zámku otevřena škola. V roce 1845 strhla střechu věže vichřice. Ke stejné události došlo ještě v roce 1860, ale tehdy již nebyla střecha obnovena.

## Stavební podoba
Původní tvrz ze 14. století tvořila pouze hranolová věž obehnaná příkopem a hradbou. Obytné prostory se nacházely až ve třetím patře. Během období pozdní gotiky byl areál rozšířen do téměř pravoúhlé podoby a nově opevněn. Východní stranu dvora zabral nový průjezdní palác s branskou věží nebo rizalitem. O něco menší palác přiložený k věži vznikl na protilehlé straně. Brzy poté byl východní palác rozšířen o dvě křídla, která vystupovala z pravoúhlého obrysu směrem k severu a jihu.
V rámci renesančních úprav získal západní palác arkády, fasády byly vyzdobeny sgrafitovými omítkami a na jižní straně vznikla další přístavba s kaplí. Barokní úpravy se projevily především ve východní části sídla. Dochovaná podoba je výsledkem mnoha dalších stavebních zásahů, které vedly poškození, nebo dokonce zničení některých historických částí.

## Přístup
Do Dobrše vede žlutě značená turistická trasa z Vacova. Samotná tvrz je pro veřejnost nepřístupná.